# Magdalena Walach
 Magdalena Walach (sinh ngày 13 tháng 5 năm 1976) là một diễn viên điện ảnh và diễn viên sân khấu người Ba Lan.

## Tiểu sử
Magdalena Walach tốt nghiệp Học viện nghệ thuật sân khấu quốc gia AST ở Kraków vào năm 1999. Cô tham gia diễn xuất trên sân khấu của nhiều nhà hát ở Kraków và Warsaw, và cũng góp mặt trong một số vở kịch của chương trình Sân khấu Truyền hình. Magdalena Walach cùng bạn nhảy Cezary Olszewski giành giải nhất trong mùa thứ 7 của cuộc thi Taniec z gwiazdami (Dancing with the Stars phiên bản Ba Lan).
Magdalena Walach kết hôn với nam diễn viên Paweł Okraska. Cặp đôi có một cậu con trai tên là Piotr (sinh năm 2006).

## Thành tích nghệ thuật
| Tựa đề                                       | Năm       | Vai diễn                     |
| -------------------------------------------- | --------- | ---------------------------- |
| Mój Biegun (My Own Pole)                     | 2013      | Ula (mẹ của Jasia)           |
| Komisarz Alex (Commissioner Alex)            | 2011–nay  | Lucyna Szmidt                |
| Instynkt (Instinct)                          | 2011      | Magda Janik                  |
| Usta Usta (Mouth to Mouth)                   | 2011      | Alex Najman                  |
| M jak Miłość (L for Love)                    | 2010–nay  | Agnieszka Olszewska          |
| Dance 4 U                                    | 2010      | Iza                          |
| Ojciec Mateusz                               | 2009      | Monika                       |
| Enen                                         | 2009      | Renata                       |
| Tancerze (Dancers)                           | 2009–2010 | Alicja Pawłowicz             |
| Jak żyć?                                     | 2008      |                              |
| Kryminalni (Crime Detectives)                | 2008      | Ewelina Tulewicz             |
| Twarzą w twarz (Face to Face)                | 2007–2008 | Marta Michalska/Marta Waszak |
| Officer                                      | 2005      | Iwona (vợ của Darek)         |
| Pensjonat pod Różą                           | 2004–2006 | Iwa Mroczkiewicz             |
| Marcinelle                                   | 2003      | Giselle                      |
| Miodowe lata                                 | 2003      | Samanta                      |
| Suplement                                    | 2002      |                              |
| Life as a Fatal Sexually Transmitted Disease | 2000      |                              |

## Television theatre[2]
| Title                 | Year | Role           | Notes |
| --------------------- | ---- | -------------- | ----- |
| Teorban               | 2008 | Joanna         |       |
| Sesja kastingowa      | 2002 |                |       |
| Klub kawalerów        | 2000 | Marynia Mirska |       |
| Teatr niekonsekwencji | 1997 |                |       |

## Lồng tiếng Ba Lan
| Tựa đề                | Năm  | Vai diễn   |
| --------------------- | ---- | ---------- |
| Wyprawa na Księżyc 3D | 2008 | Mẹ của Nat |
| Niania (Nanny McPhee) | 2005 | Evangeline |